# Ouchanka
L'ouchanka (russe : уша́нка, de ouchi, « oreilles ») est un chapeau traditionnel russe ou nordique, en fourrure, muni de parties rabattables qui peuvent couvrir les oreilles et la nuque, ou être relevées et nouées sur la coiffe. Dans le langage courant, on le désigne souvent sous le simple nom de chapka, qui signifie « bonnet ». Il est également parfois nommé ushanka.

## Géographie

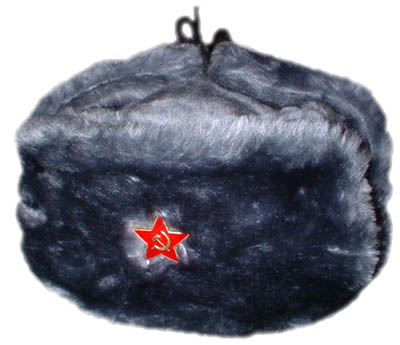
Ouchanka grise.

L'ouchanka est portée dans les contrées au climat continental ou polaire de pays comme le Canada, les États-Unis, la Russie et les autres pays issus de l'Union soviétique, la Mongolie, la Chine, la Corée du Nord, en Europe de l'Est, en Scandinavie et en Finlande,.

## Histoire
L'ouchanka fait partie de l'uniforme d'hiver des forces armées et des polices russe, finlandaise, canadienne, ainsi que des unités de police de certains États des États-Unis (comme l'Alaska).

## Fabrication

### URSS
Les ouchankas pouvaient autrefois être faites de peau d'ours ou de capybara.
Elles sont aujourd'hui typiquement faites de fourrure de lapin ou de rat musqué (espèce introduite en Europe, notamment pour produire des fourrures) ; les articles de luxe se trouvent en renard, martre ou fourrure de mouton de qualité. Les dirigeants soviétiques, les apparatchiks et les personnes appartenant à une élite (ou prétendant à une telle appartenance) portaient les chapkas en fourrure de faon de renne qu'on appelait les « pijik » (russe : Пыжик). La fabrication des « pijik » était déterminée par le standard « ГОСТ 11026-64 ».
Les modèles militaires soviétiques étaient en fourrure synthétique, que les Russes appellent par dérision « fourrure de poisson ».

### Modèle de l'armée soviétique en fourrure synthétique

Quelques photos d'ouchanka de l'armée soviétique
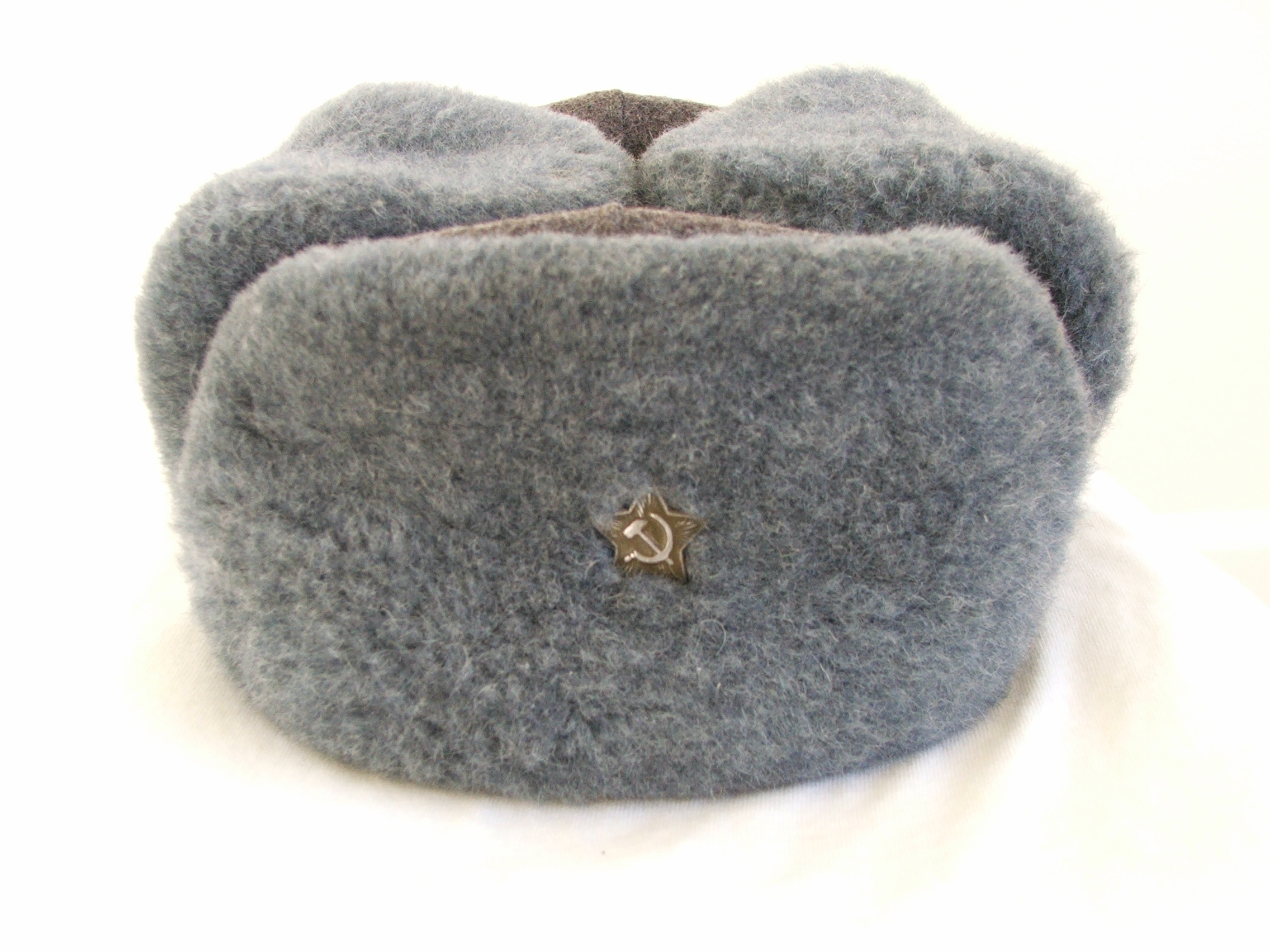
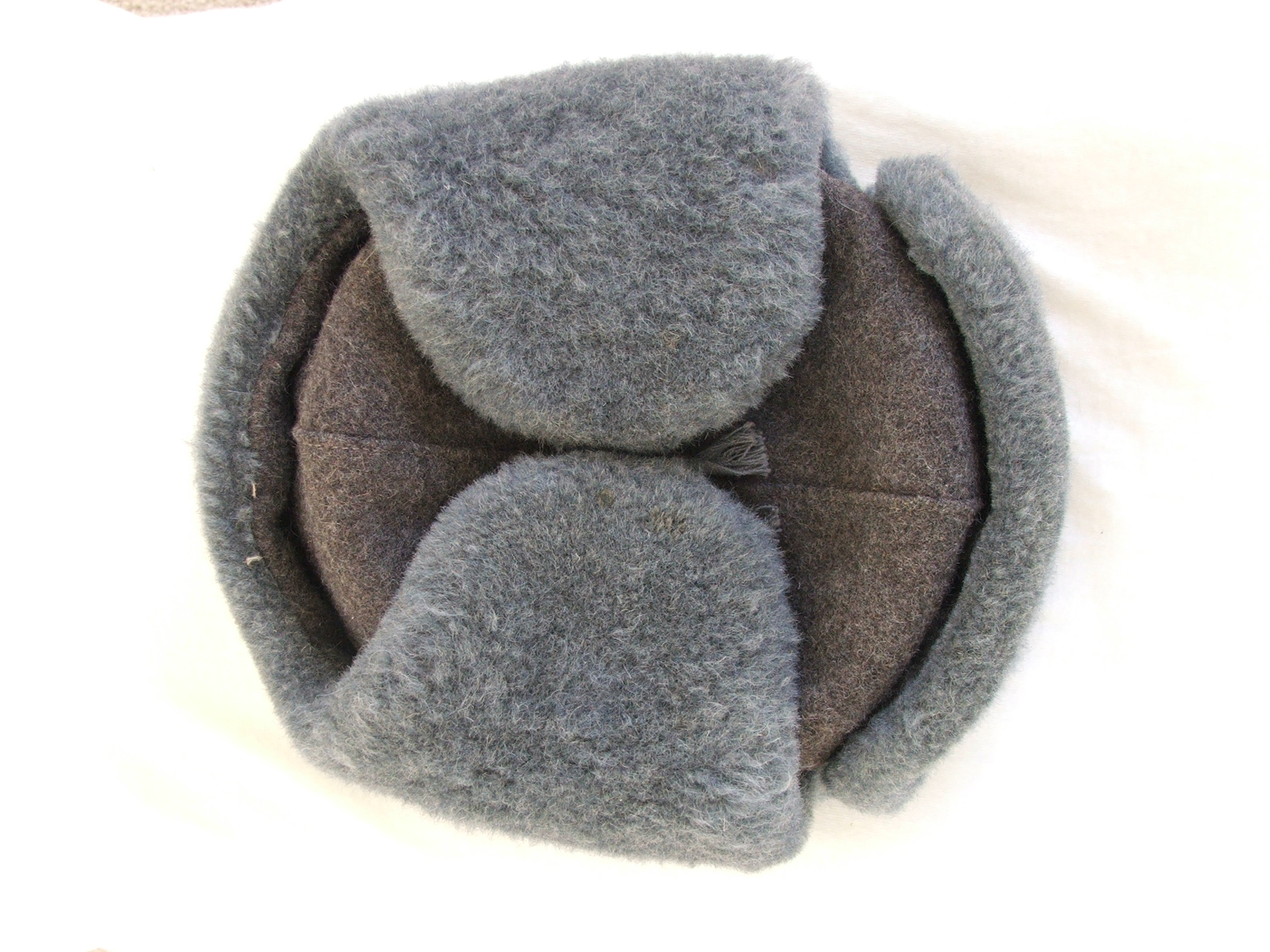
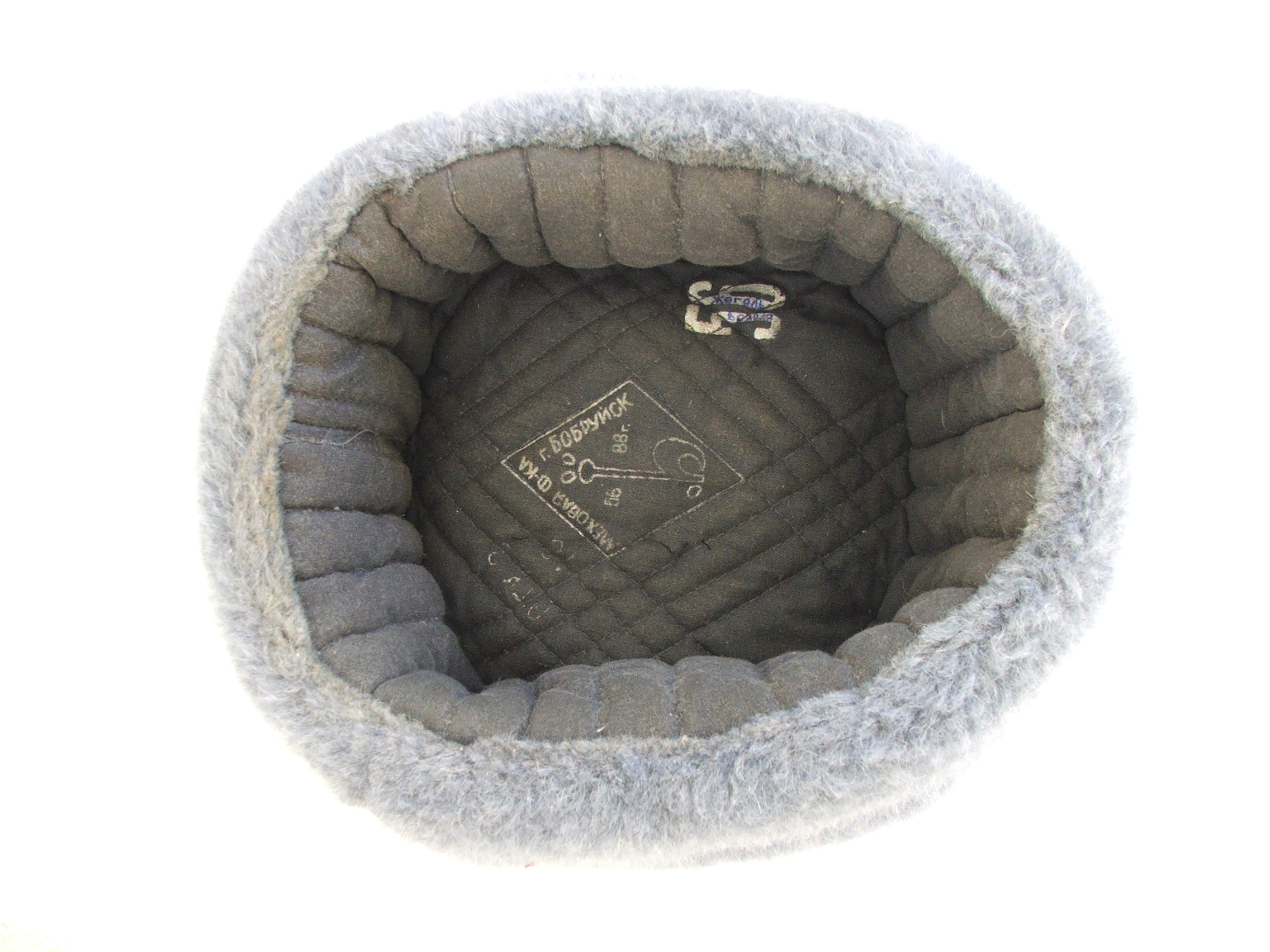
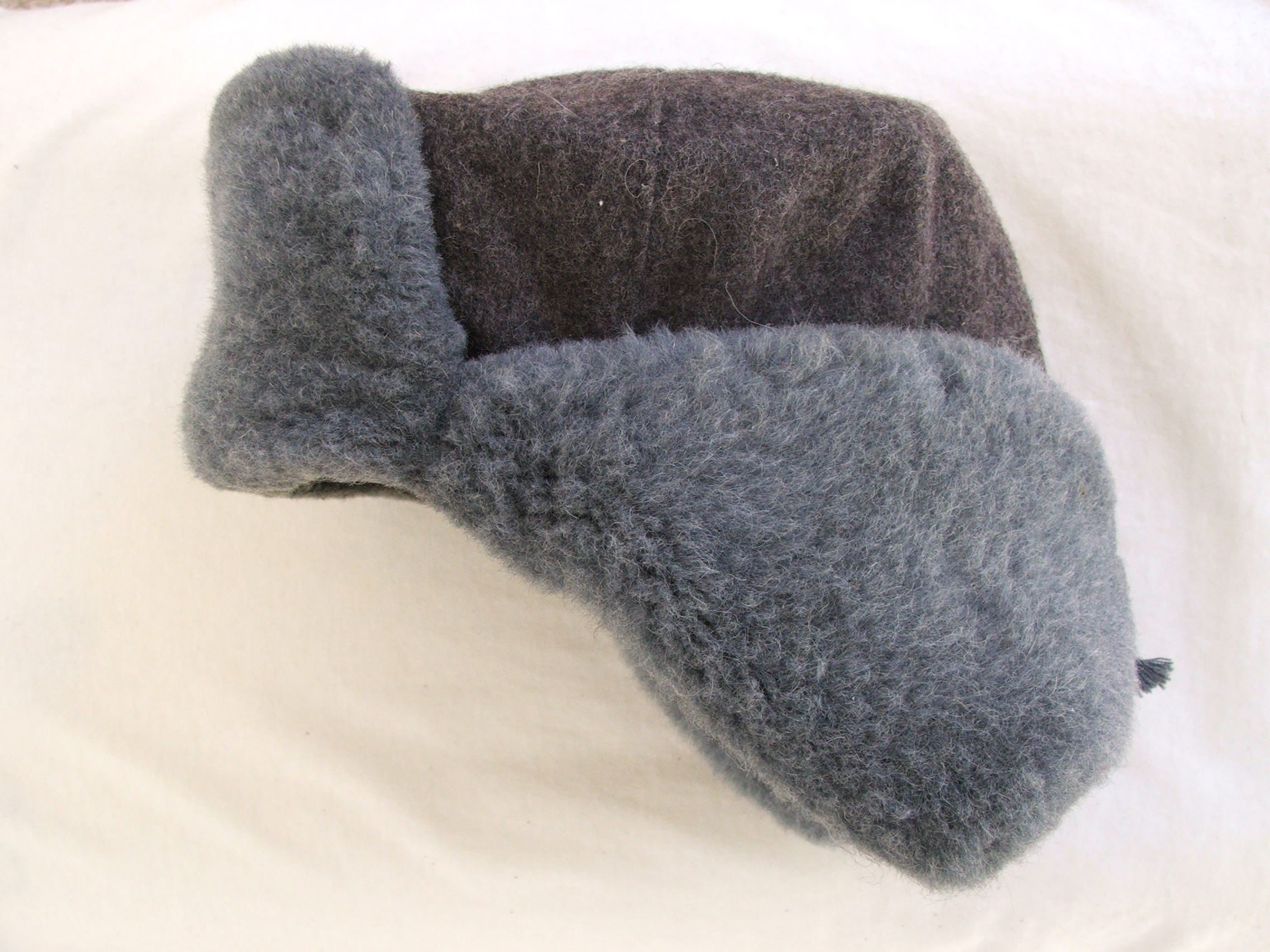
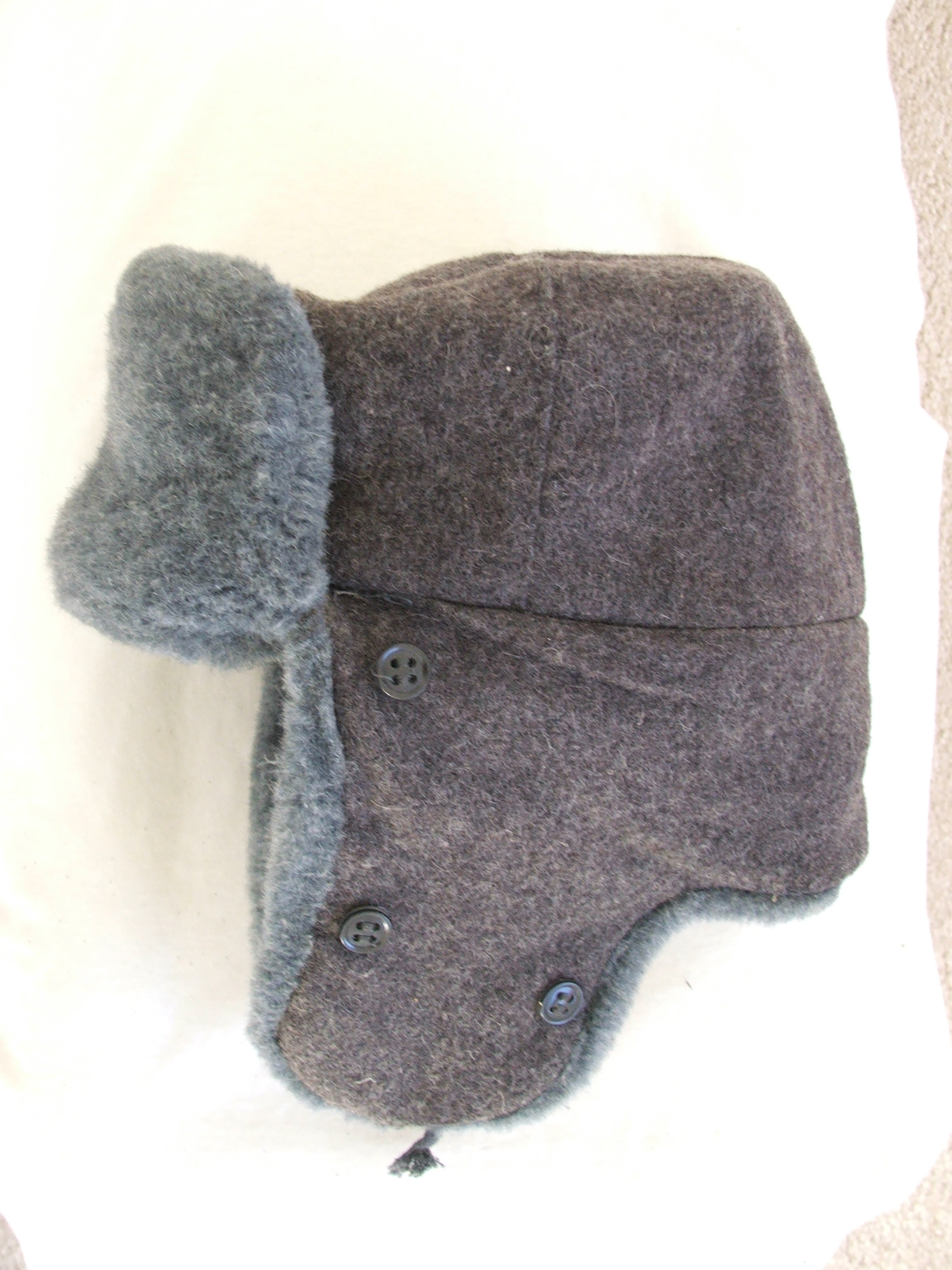
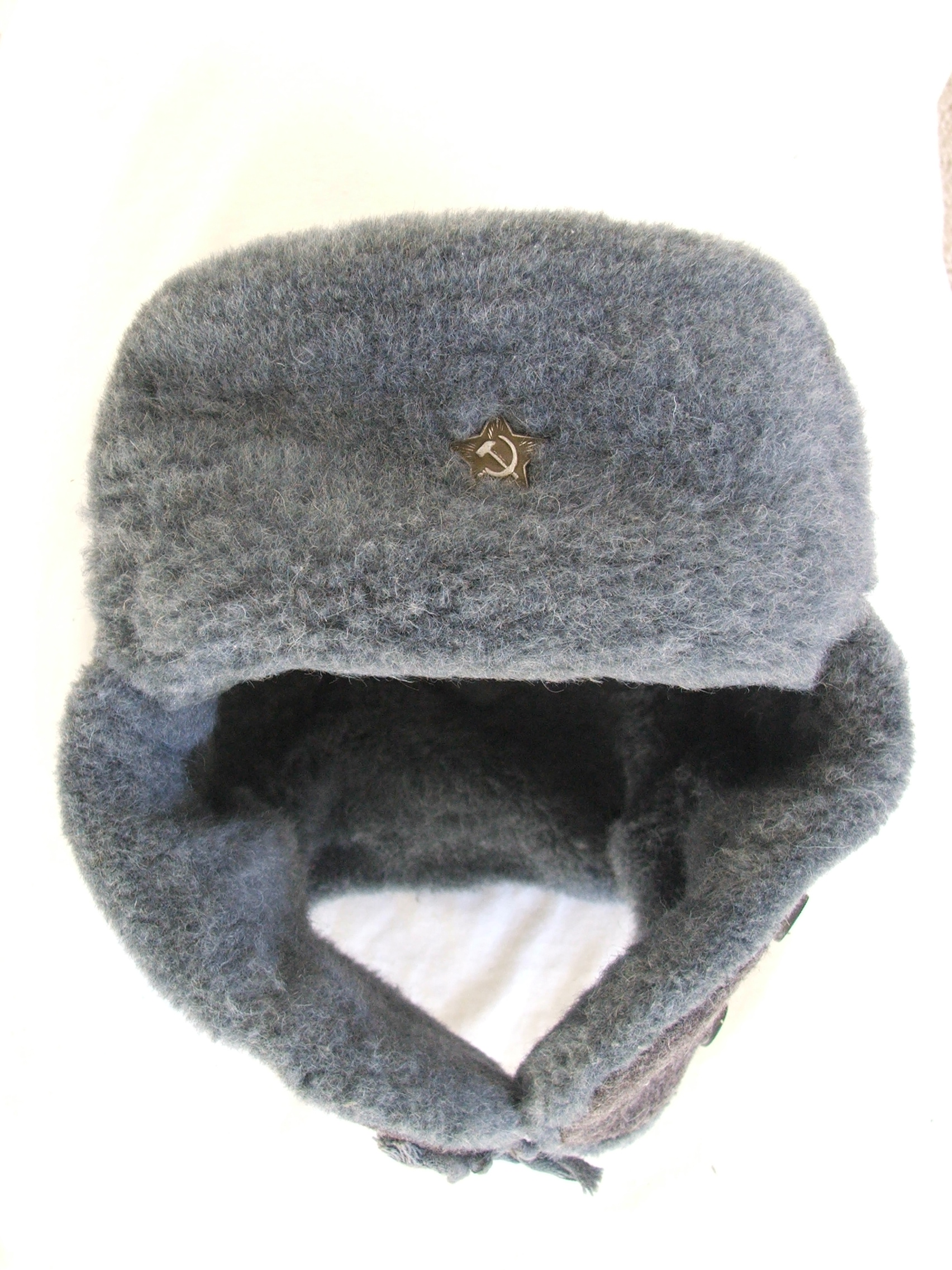

## Sociologie
En Russie, le port de l'ouchanka avec les pans rabattus sur les oreilles est considéré comme peu « viril » tant qu'il ne fait pas « vraiment froid » (à Moscou, on voit des porteurs d'ouchanka, oreilles à l'air, par -30 °C). Toutefois, l'imagerie stéréotypée de l'éboueur russe le montre avec son ouchanka dénouée, une oreille en l'air et l'autre rabattue vers le bas.

## Dans les arts

### Au cinéma
- À la poursuite d’Octobre Rouge : dans ce film réalisé par John McTiernan, sorti en 1990, l'acteur Sean Connery qui joue un officier russe apparaît durant certains passages avec une ouchanka.

- Fargo : dans ce film américano-britannique réalisé, écrit, produit et édité par Joel Coen en 1995, la policière menant l'enquête (jouée par Frances McDormand) porte une chapka.

- Double Détente (Red Heat) est un film américain réalisé par Walter Hill, sorti en 1988. Le capitaine de police Ivan Danko, joué par Arnold Schwarzenegger, apparaît dans le film avec une ouchanka.

### À la télévision
- Capitaine Marleau, série française où l'héroïne porte très souvent une chapka qui donne son originalité au personnage jouée par Corinne Masiero. La réalisatrice Josée Dayan dénomme cet accessoire, le « bonnet à oreilles de cocker ». Il s'agit d'un hommage au film des frères Coen Fargo[7].

### Dans la peinture
De nombreux tableaux généralement russes présentent des personnages portant des chapkas

Quelques peinture représentant des porteurs d'ouchanka
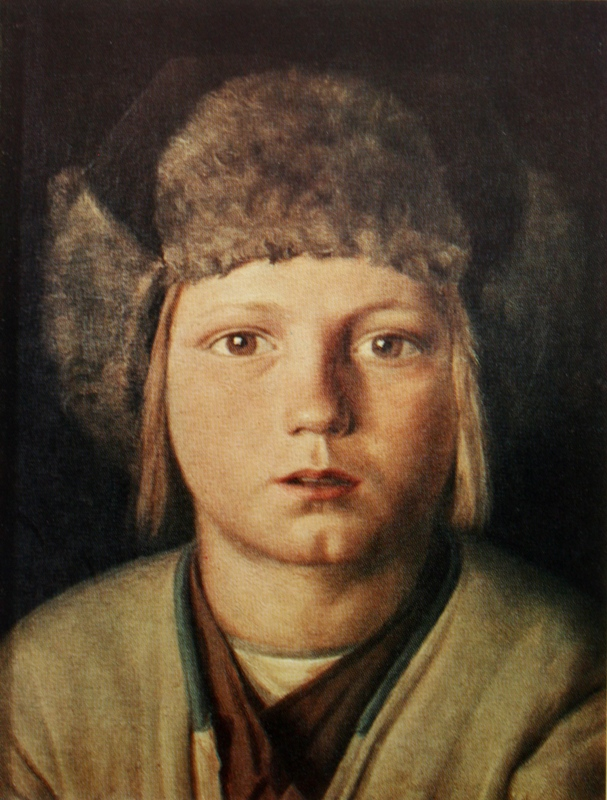
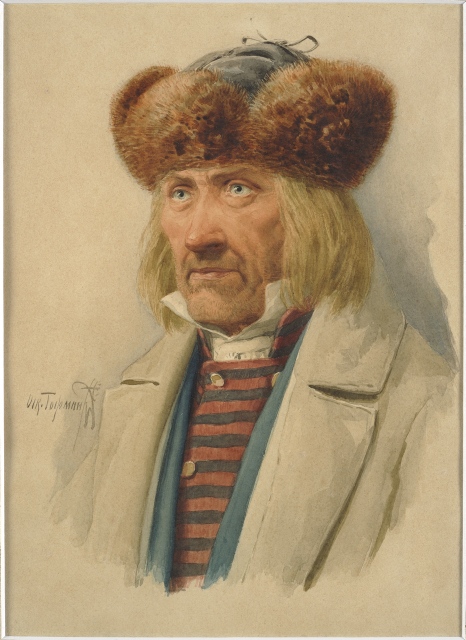
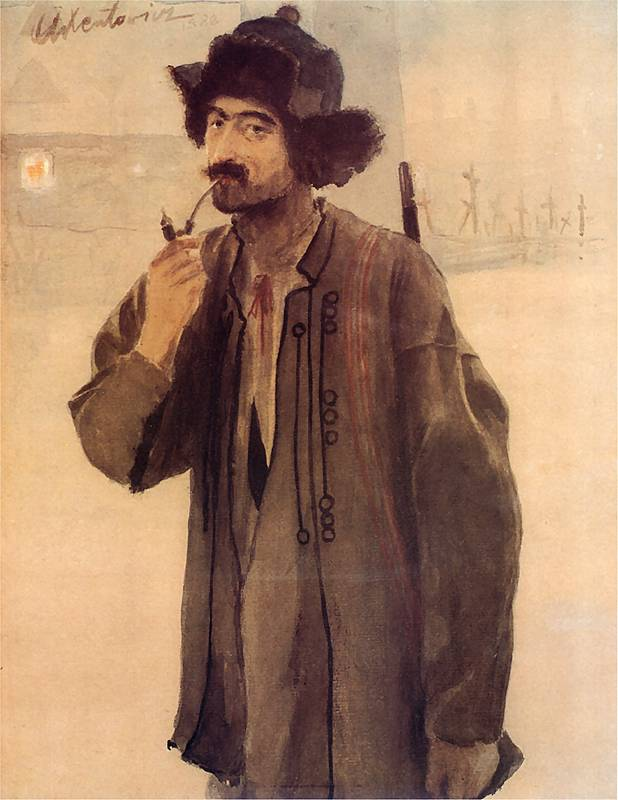
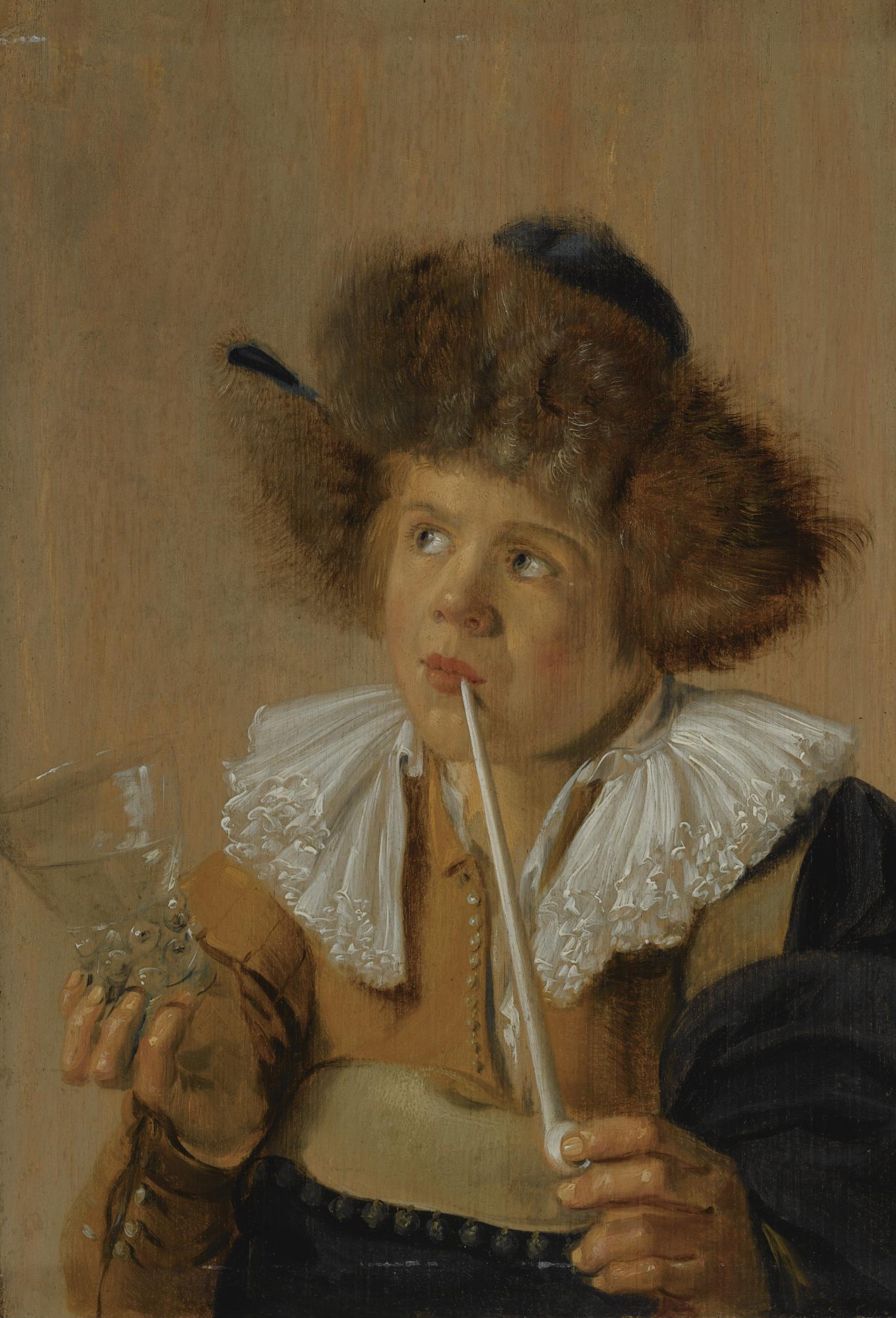
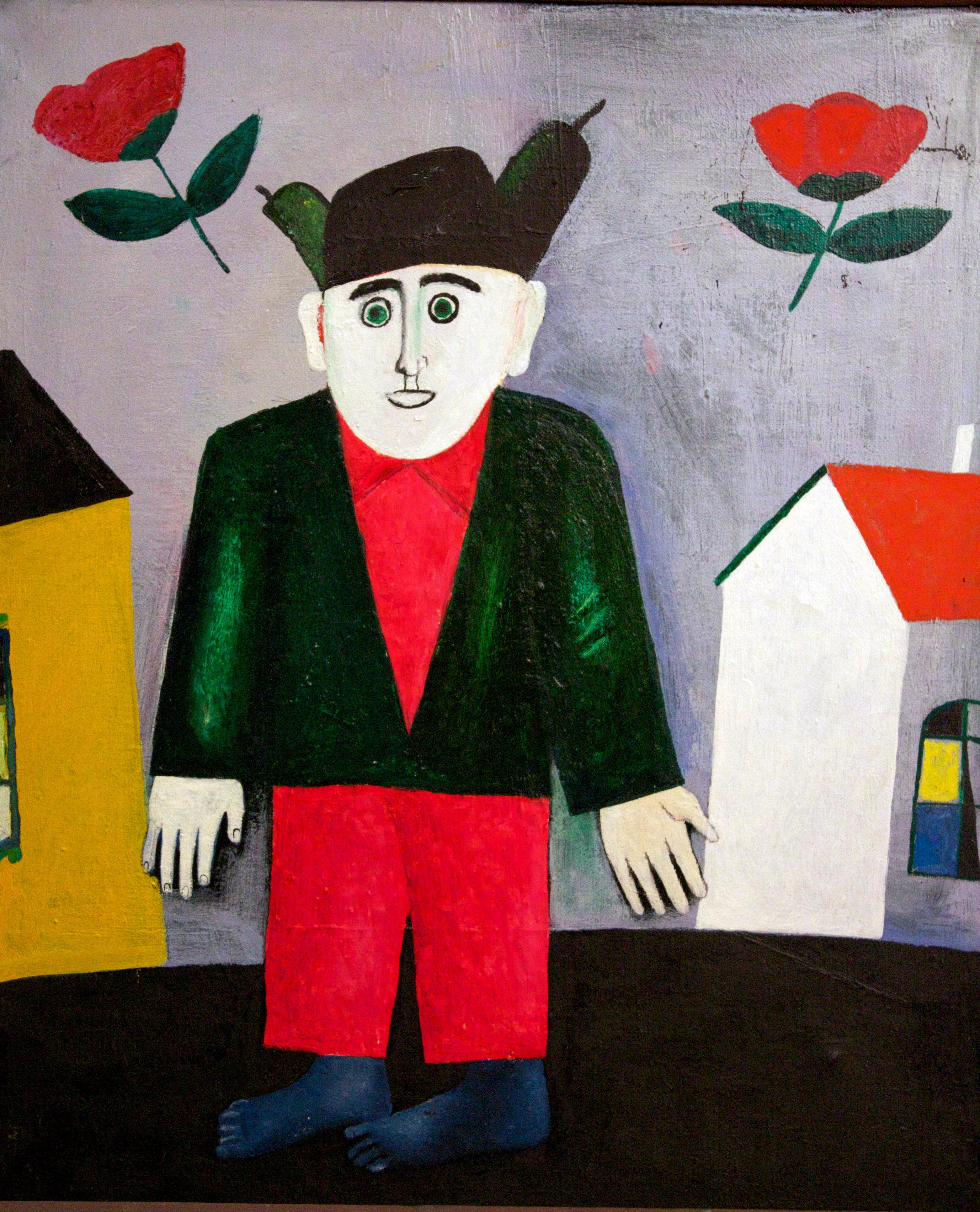
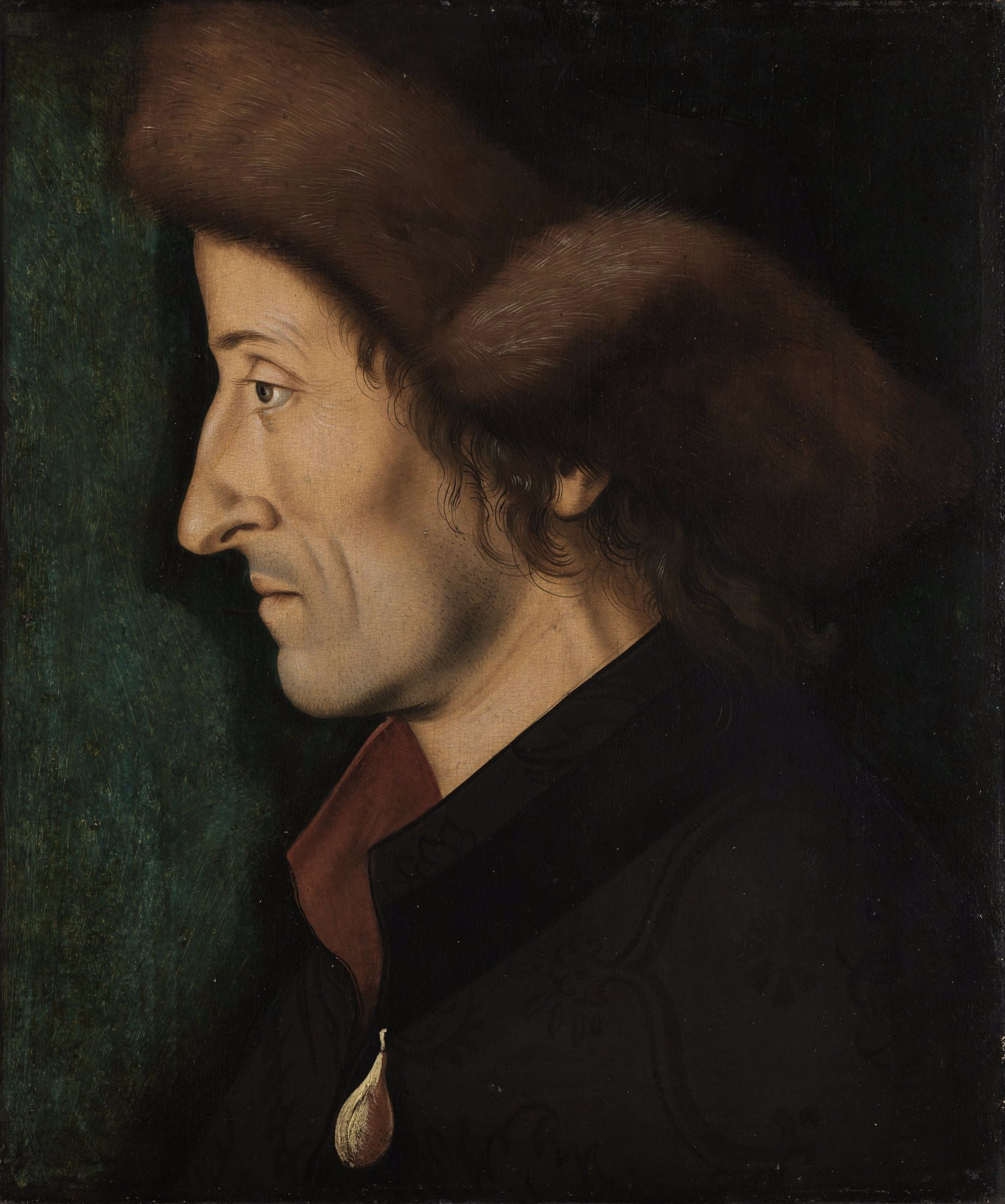
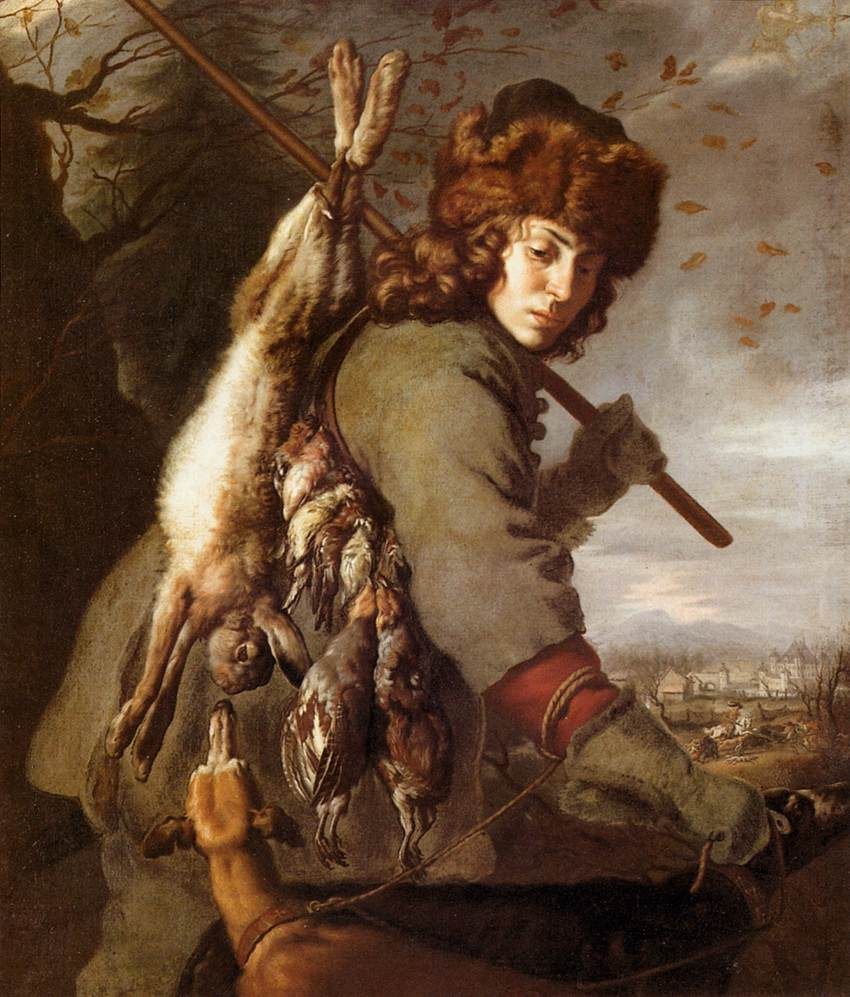
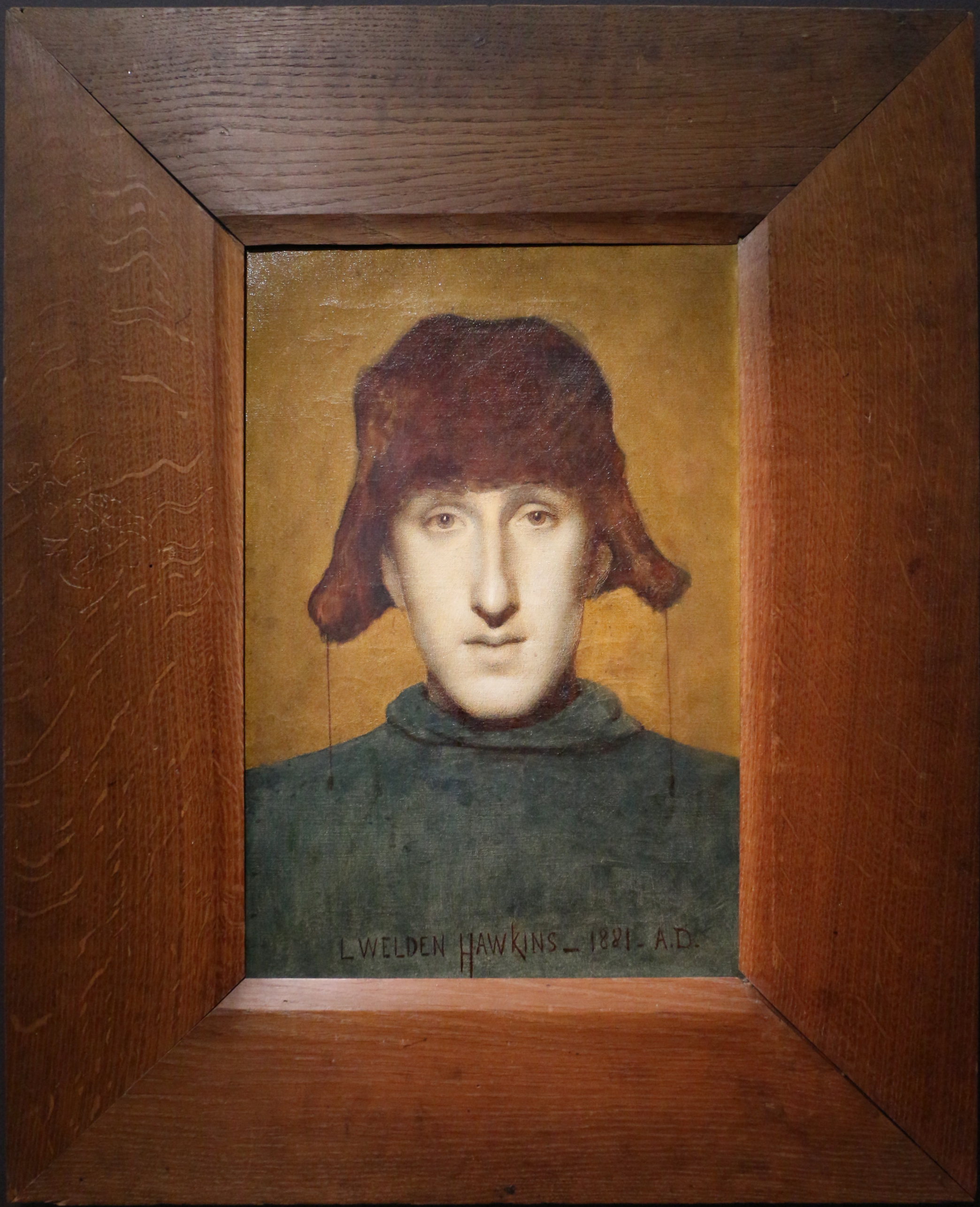